# LG Energy Solution
LG Energy Solution Ltd. ( LGES ; кор.: хангиль: 주식회사 엘지에너지솔루션 ) — компанія з виробництва акумуляторів зі штаб-квартирою у Сеулі, Південна Корея. LGES є одним з найбільших виробників акумуляторів у світі разом з CATL, Panasonic, SK Innovation і Samsung SDI . 

## Історія

### Бізнес-підрозділ LG Chem Energy Solution (1992-2020)
Компанія LG Chem розпочала бізнес з виробництва акумуляторів після того, як у 1992 році голова LG Group Ку Бон Му відвідав офіс Управління з атомної енергії Сполученого Королівства. Після візиту Ку привіз зразки акумуляторних батарей і розпочав дослідження нової технології. У 1999 році LG Chem випустила першу в Кореї літій-іонну батарею, а наприкінці 2000-х років почала постачати автомобільні акумулятори для Chevrolet Volt виробництва General Motors. Пізніше компанія стала постачальником акумуляторів для світових виробників автомобілів, зокрема Ford, Chrysler, Audi, Renault, Volvo та SAIC Motor.

### LG Energy Solution (2020-теперішній час)
У вересні 2020 року LG Chem оголосила про виділення свого бізнесу з виробництва акумуляторів, щоб задовольнити зростаючий попит з боку світових автовиробників. Акумуляторний бізнес LG Chem офіційно став окремою компанією і змінив назву на LG Energy Solution Ltd. у грудні 2020 року. Згодом компанія провела процедуру IPO для залучення коштів з метою збільшення виробничих потужностей і дебютувала на Корейській біржі в січні 2022 року. У першій половині 2022 року LG Energy Solution посіла друге місце у світі з часткою ринку 14% згідно з дослідженням SNE.

## Скандали
За даними General Motors, виробничі дефекти в акумуляторах, що постачалися для Chevrolet Bolt, стали причиною 13 підтверджених загорянь акумуляторів. Несправні батареї були вироблені на заводах LGES у Південній Кореї та Мічигані, і GM вимагала від LG відшкодування збитків. Зрештою, LGES і LG Electronics погодилися виплатити GM до 1,9 мільярда доларів за відкликання кожного автомобіля, виробленого з 2016 року.

## Зовнішні посилання
- Офіційний сайт
- Бізнес-дані для LG Energy Solution:   - Bloomberg
  - Google
  - Reuters
  - Yahoo!